# Un week-end su due
Un week-end su due (Un week-end sur deux) è un film del 1990 diretto da Nicole Garcia.
La pellicola ha come protagonista Nathalie Baye.

## Trama
Camille, un'attrice divorziata, può vedere i figli solo un fine settimana su due. Finché un giorno decide di partire per la Spagna portandosi dietro i bambini, senza avvisare l'ex marito.